# Liste des ministres italiens de l'Air
Cet article dresse la liste des ministres italiens de l'Air entre 1925 et 1947, période d'existence du ministère.

## Liste des ministres

### Royaume d'Italie
| Ministre     | Ministre                                                        | Mandat                                                        | Parti | Parti     | Gouvernement  |
| ------------ | --------------------------------------------------------------- | ------------------------------------------------------------- | ----- | --------- | ------------- |
|              | Benito Mussolini Président du Conseil des ministres (1883–1945) | 30 août 1925 – 12 septembre 1929 4 ans et 13 jours            |       | PNF       | Mussolini     |
|              | Italo Balbo (1896–1940)                                         | 12 septembre 1929 – 6 novembre 1933 4 ans, 1 mois et 25 jours |       | PNF       | Mussolini     |
|              | Benito Mussolini Président du Conseil des ministres (1883–1945) | 6 novembre 1933 – 25 juillet 1943 9 ans, 8 mois et 19 jours   |       | PNF       | Mussolini     |
|              | Renato Sandalli (1897–1968)                                     | 28 juillet 1943 – 18 juin 1944 10 mois et 21 jours            |       | Militaire | Badoglio I·II |
|              | Pietro Piacentini (1898–1963)                                   | 18 juin 1944 – 10 décembre 1944 5 mois et 22 jours            |       | Militaire | Bonomi II     |
|              | Carlo Scialoja (1886–1947)                                      | 10 décembre 1944 – 14 janvier 1945 1 mois et 2 jours          |       | PDL       | Bonomi III    |
|              | Luigi Gasparotto (1873–1954)                                    | 14 janvier 1945 – 19 juin 1945 5 mois et 5 jours              |       | PDL       | Bonomi III    |
|              | Mario Cevolotto, (1887–1945)                                    | 19 juin 1945 – 13 juillet 1946 1 an et 24 jours               |       | PDL       | Parri         |
| De Gasperi I | Mario Cevolotto, (1887–1945)                                    | 19 juin 1945 – 13 juillet 1946 1 an et 24 jours               |       | PDL       |               |

### République italienne
| Ministre                                 | Ministre                    | Mandat                                              | Parti | Parti | Gouvernement  |
| ---------------------------------------- | --------------------------- | --------------------------------------------------- | ----- | ----- | ------------- |
|                                          | Mario Cingolani (1883–1971) | 13 juillet 1946 – 4 février 1947 6 mois et 22 jours |       | DC    | De Gasperi II |
| Fusionné dans le ministère de la Défense |                             |                                                     |       |       |               |